# Richard Cosenz

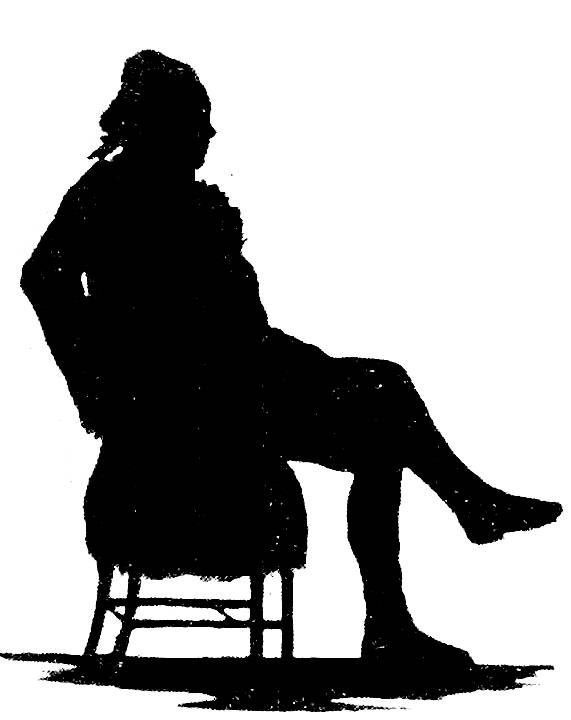
Richard Cosenz

Richard Cosenz (russisch Ричард Козенц; * 29. Mai 1674 in Southampton; † 30. Novemberjul. / 11. Dezember 1735greg. in Archangelsk) war ein englisch-russischer Schiffbauer.

## Leben
Cosenz' Vater und Großvater bauten Schiffe für die Royal Navy. Nach dem Studium an der Hochschule für Schiffsarchitektur arbeitete er als Schiffbau-Ingenieur auf der königlichen Werft in Deptford, wo er bald zum Linienschiffbauer ernannt wurde.
Als Peter I. während seiner Großen Gesandtschaftsreise im Januar 1698 nach England kam, besuchte er auf Empfehlung Admiral Peregrine Osbornes  die Werft in Deptford. Dort machte ihn Osborne mit den hervorragenden Schiffbauern John Deane (Namensvetter des jüngeren Seemanns John Deane), Joseph Noy und dem jüngeren Cosenz bekannt, denen Peter I. schließlich eine befristete Anstellung im russischen Dienst mit guter Bezahlung anbot. Während Deane und Nye sogleich ihre Verträge unterzeichneten und im Juni 1698 noch vor Peters I. Rückkehr in Begleitung des russischen Schiffsmeisters Lukjan Wereschtschagin nach Narwa reisten, erhielt Cosenz das Versprechen, in zwei Jahren in den russischen Dienst aufgenommen zu werden. Aufgrund der begeisterten Briefe Deans und Nyes unterzeichnete Cosenz 1700 in London bei einem russischen Agenten seinen Vertrag, um als Schiffbau-Meister im russischen Dienst zu arbeiten.
Cosenz kam 1700 auf die Werft in Woronesch und legte sogleich auf Anweisung Peters I. zwei 70-Kanonen-Linienschiffe auf Kiel. Dann baute er in Tawrow und Ossered bei Woronesch nach eigenen Entwürfen sechs 88-, 48- und 24-Kanonen-Linienschiffe mit verringertem Tiefgang im Hinblick auf die örtlichen Verhältnisse. Er bekam auch Lehrlinge zugewiesen, darunter 1705 den Absolventen der Moskauer Mathematik-Schule Alexei Surmin, der später die Standardisierung und den Bau aller Flussschiffe leitete.

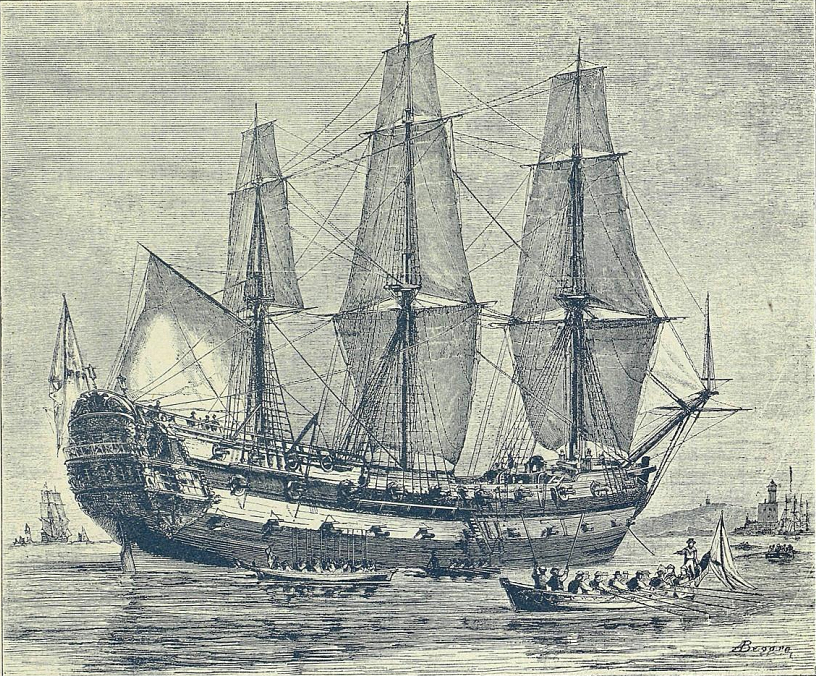
Ingermanland

Cosenz wurde 1710 nach St. Petersburg zur Admiralitätswerft versetzt. 1712 legte er nach dem Entwurf Peters I. das 64-Kanonen-Linienschiff Ingermanland auf Kiel, das 1715 von Stapel lief. Er hatte zur Verstärkung des Rumpfs neuartige Spanten eingeführt und ein zusätzliches Großsegel und Vorsegel eingefügt. Peter I. schätzte das Schiff als bestes Schiff der Baltischen Flotte und machte es zu seinem Flaggschiff. Bald darauf baute Cosenz die gleichartige Moskwa. Er überzeugte Peter I. von der Notwendigkeit, für den Bau der Schiffe Standards einzuführen, und entwickelte mit den anderen Schiffbau-Meistern ein System der standardisierten Bauteile für Schiffe gleichen Typs. In über 20 Jahren in St. Petersburg baute er 17 Linienschiffe sowie Fregatten und andere Schiffe. Die Schiffe waren entscheidend im Nordischen Krieg.
Cosenz war auch für die Überwachung und Instandhaltung der Schiffe der Baltischen Flotte einschließlich der Schiffe in Archangelsk verantwortlich. Zur Verkürzung der Fahrzeit von St. Petersburg nach Kronstadt ließ sich Peter I. eine schnelle Yacht von Cosenz bauen. 1723 wurde Cosenz zum Kapitan-Kommandanten befördert mit dem höchsten Jahresgehalt von 1840 Rubel. Für die Admiralitätswerft entwarf er 1730 eine Helling, die dann nach seinem Modell unter seiner Aufsicht gebaut wurde. Zum Ende seiner Zeit in St. Petersburg projektierte er das neue 66-Kanonen-Linienschiff Kreml, dessen Bau er dann seinem Schwager Robert Davenport übertrug.
Als 1733 die russische Regierung beschloss, den Schiffbau der Admiralität in Solombala (Vorort Archangelsks) wiederzubeleben, wurde dafür Cosenz mit seinem Arbeitskommando von 150 Handwerkern nach Archangelsk geschickt. Seine Assistenten waren der Schiffbau-Meister Wassili Batakow und der Schiffbau-Lehrling 1. Klasse Potap Katschalow. Cosenz fand die bisherige Planung ungenügend, so dass er ein neues Projekt entwickelte, das der Admiralitätsrat genehmigte. 1734 legte er nach eigenen Entwürfen zwei 54-Kanonen-Linienschiffe auf Kiel. Das 1735 auf Kiel gelegte dritte Schiff stellte sein Assistent und  Nachfolger Batakow fertig. Dazu baute er die Admiralität neu auf mit drei Kasernen, zwei Verwaltungsgebäuden, einer Schmiede und acht Gebäude für die Admiralitätsmeister. Er projektierte und baute einen großen Schiffskran und projektierte eine Seilerei. Auch wurde mit dem Bau eines Trockendocks begonnen. Er hielt das Holz aus den Archangelsker Kiefernwälder für gut geeignet für den Schiffbau und baute die 32-Kanonen-Fregatte Hektor aus Kiefernholz. Wegen der ungenügenden Länge der Kiefernstämme entwickelte er eine spezielle Methode für die Herstellung von Schiffsmasten aus zusammengefügten Kiefernstämmen.
Am 11. Dezember 1735 starb Cosenz plötzlich und wurde auf dem Solombalaer Friedhof begraben, wo sein Grabstein noch heute steht.